# René Rizqallah Khawam
René Khawam (Aleppo, 27 aprile 1917 – Parigi, 22 marzo 2004) è stato un letterato, noto soprattutto per le sue traduzioni del Corano, Le mille e una notte e Il giardino profumato.

## Biografia
Khawam nacque ad Aleppo da una famiglia cristiana siriana.
Studiò francese all'Istituto dei Frati Maristi in Siria e nel 1947 emigrò in Francia impiegandosi come insegnante di francese. Intraprese una lunga carriere di traduttore di testi religiosi e letterari arabi, occupandosi anche del Corano.

Lavorò per circa quarant'anni su una dozzina di manoscritti antichi realizzando la migliore edizione delle Mille e una notte, eseguita dopo quella pubblicata da Antoine Galland all'inizio del XVIII secolo.
Nel 1996 ricevette il Grand prix national des Lettres.

## Traduzioni
- La Prateria profumata, di Umar Ibn Muhammad Nafzawi, 1976.
- Il Libro degli stratagemmi, 1976.
- Antologia intitolata La poésie arabe.
- Le Mille e una Notte, 1986-1987. Questa traduzione è fondata sui più antichi manoscritti disponibili (XIII-XIV sec.) tra i quali quelli portati dalla Siria da Antoine Galland. Nell'introduzione all'opera Khawam mette in dubbio la bontà sia dell'edizione pubblicata a Bulaq nel 1835, sia delle fonti manoscritte più recenti, considerate sospette e troppo rimaneggiate dai copisti.
- Le Avventure di Sindbad il Viandante, 1985.
- Le Avventure di Sinbad il marinaio, 1985.
- Il Romanzo di Aladino, 1987.